# لیلان تپه
لیلان تپه مربوط به دوران پیش از تاریخ ایران باستان است و در شهرستان کلاله، بخش مرکزی، روستای پاشائی واقع شده و این اثر در تاریخ ۱۰ خرداد ۱۳۸۲ با شمارهٔ ثبت ۸۸۶۲ به‌عنوان یکی از آثار ملی ایران به ثبت رسیده است.